# Bình Trung, Chợ Đồn
Bình Trung là một xã thuộc huyện Chợ Đồn, tỉnh Bắc Kạn, Việt Nam.

## Địa lý
Xã Bình Trung có vị trí địa lý:
- Phía bắc giáp xã Nghĩa Tá và xã Yên Phong
- Phía đông giáp xã Yên Phong và tỉnh Thái Nguyên
- Phía nam giáp tỉnh Thái Nguyên và tình Tuyên Quang
- Phía tây giáp xã Nghĩa Tá và tỉnh Tuyên Quang.

Xã Bình Trung có diện tích 71,28 km², dân số năm 2019 là 3.097 người, mật độ dân số đạt 44 người/km².
Xã có tỉnh lộ 254 chạy qua. Bình Trung có nhiều sông suối chảy qua, hai dòng thượng nguồn của sông Phó Đáy hợp lưu tưu tại xã Bình Trung, ngoài ra còn có các suối nhỏ phụ lưu như khuổi Chàng, khuổi Pụt, khuổi Loọc, khuổi Muội

## Hành chính
Xã Bình Trung được chia thành các thôn bản: Tông Quận, Đon Liên, Nà Oóc, Nà Quân, Ca, Nà Phầy, Khuổi Đẩy, Điếng, Pác Pạu, Vằng Doọc, Pèo, Tuốm, Pác Nghiên, Khuổi Áng, Vằng Quân.